# Der Motivationstrainer
Der Motivationstrainer ist ein deutscher Dokumentarfilm von Martin Rieck und Julian Amershi aus dem Jahr 2017. Er porträtiert Jürgen Höller mehr als zehn Jahre nach der Haft und untersucht seine Motivationsseminare.

## Inhalt
Der Dokumentarfilm begleitet Höller und seinen Co-Trainer Mike Dierssen über eineinhalb Jahre bei ihren Seminaren in Deutschland, Österreich und der Schweiz und zeigt dabei Szenen hinter den Kulissen etwa im Hotel, bei Mitarbeiterbesprechungen, beim Fitness-Training mit Strom oder auf einer Party.
In einer Rückblende wird gezeigt, wie Höller in den 1990er Jahren als „Star unter den Motivationstrainern“ (Tagesschau) galt und im Jahr 2004 wegen falscher eidesstattlicher Versicherung, Untreue und vorsätzlichen Bankrotts zu drei Jahren Haft verurteilt wurde.
Am Rande der Seminare kommen positive und kritische Seminarteilnehmer zu Wort, insgesamt verzichtet der Film jedoch auf ein eigenes Urteil.

## Erzählform
Der Motivationstrainer ist szenisch aufgelöst und wird vollständig im O-Ton erzählt. Einen Kommentar aus dem Off gibt es nicht.

## Veröffentlichung
Der Film wurde vom Norddeutschen Rundfunk produziert und auf den Internationalen Hofer Filmtagen 2017 uraufgeführt. Er lief anschließend auf zahlreichen Festivals, unter anderem dem DOK.fest München und dem Filmfestival Max Ophüls Preis. Am 4. September 2018 folgte die Erstausstrahlung in der ARD.

## Kritiken
„Es ist einer der interessantesten, aktuellen Filme über dieses Land. Gerade deswegen, weil sich hier eine Kultur zeigt, von der das Kino in der Regel wenig weiß. Die ersatzreligiösen Aspekte sind offensichtlich. Früher beteten die Menschen zu Gott, nun versuchen sie, sich so zu positionieren, dass sich das Universum vor allem ihnen zuspricht – in Form von Ideen, Schwingungen oder am besten gleich direkt Geld.“

„Je länger man dem Treiben zusieht, desto klarer wird: Für die vielen Menschen, die Höllers Ruf folgen, ist „Erfolg“ eine Chiffre. Man verkleidet sich als Büromensch, der Verhaltensregeln für berufliches Fortkommen lernen möchte, doch eigentlich geht es um viel Existentielleres: Es geht um Selbstbewusstsein, Zuwendung, Trost, ja Liebe.
Wer schon immer wissen wollte, wie Kapitalismus zur Religion wird: In dieser unterhaltsamen und oft schwer erträglichen Dokumentation kann man dabei zusehen.“

„Aber genau das ist das Paradoxe und gleichzeitig Faszinierende an diesem Mann: dass er tatsächlich so viel Erfolg damit hat, anderen Leuten ins Gesicht zu schreien, dass er sehr viel Erfolg haben will. Dass es ihm nur um Geld geht, erklärt Höller den Teilnehmern eines Seminars ganz offen: „Mich interessiert es nicht, ob ich ein Spitzen-Trainer bin“, bellt er die Leute an. „Ich will Spitzen-Verdiener sein!“ (…) Die beiden Filmemacher Julian Amershi und Martin Rieck haben ihn die vergangenen eineinhalb Jahre dabei begleitet. Herausgekommen ist ein faszinierender Film über Gier und Glaube.“

„Die Regisseure Martin Rieck und Julian Amershi schaffen es, ihren Protagonisten nicht völlig lächerlich aussehen zu lassen – auch wenn dieser mit selbstverliebtem Blick und Sprüchen wie „Ich ziehe Geld an wie ein Magnet“ reichlich Angriffsfläche bietet. Ihnen geht es mehr um das Phänomen eines modernen Predigers, der die Massen scheinbar mühelos begeistert, der Blick auf seine Jünger ist also fast noch spannender als der auf ihn.“

„Dass er den Blick auf die kleinen Details lenkt und das Urteil über Jürgen Höller den Zuschauern überlässt, ist eine große Stärke des Films. Die Fans können ihren Propheten behalten, anderen dürfte sich Jürgen Höller hinter der Fassade der Selbstoptimierungsmantras als Scharlatan offenbaren.“

„Der Dokumentarfilm folgt dem Motivationstrainer auf teure Wochenendseminare und fängt Methoden und Phrasen ein, mit denen er die Teilnehmer dort bombardiert. Dabei enthält sich der Film eines eindeutigen Urteils, bietet aber Einblick in eine exzessive Form der Leistungsgesellschaft, die ebenso faszinieren wie verstören.“